# Grundmannita
La grundmannita és un mineral de la classe dels sulfurs que pertany al grup de la calcostibita. Rep el nom en honor de Günter Grundmann (n. 1947, Berlín, Alemanya), de la Universitat Tècnica de Múnic, en reconeixement de la seva tasca pionera a la mina El Dragón.

## Característiques
La grundmannita és un selenur de fórmula química CuBiSe₂. Va ser aprovada com a espècie vàlida per l'Associació Mineralògica Internacional l'any 2015, sent publicada per primera vegada el mateix any. Cristal·litza en el sistema ortoròmbic. La seva duresa a l'escala de Mohs oscil·la entre 2 i 2,5. És l'anàleg de seleni de l'emplectita. Les dues posicions independents del seleni es troben en concordança amb els dos llocs del sofre a l'emplectita isotípica. El bismut forma piràmides trigonals BiSe₃, mentre que el coure està present com a tetraedres CuSe₄ gairebé regulars.
L'exemplar que va servir per a determinar l'espècie, el que es coneix com a material tipus, es troba conservat a les col·leccions del Museu d'Història Natural de Londres (Anglaterra), amb el número de registre: bm 2015, 33.

## Formació i jaciments
Va ser descoberta a la mina El Dragón, situada a la província d'Antonio Quijarro, dins el departament de Potosí (Bolívia). També ha estat trobada al jaciment de seleni d'Eselberg, a Estíria (Àustria), i a Hickeys Pond, a Terranova i Labrador (Canadà). Aquests tres indrets són els únics de tot el planeta on ha estat descrita aquesta espècie mineral.